# تپه سرآب قره‌دانه
تپه سرآب قره‌دانه مربوط به دوره نوسنگی - دوره اشکانیان است و در کرمانشاه، ۶ کیلومتری کوزران واقع شده و این اثر در تاریخ ۲۳ تیر ۱۳۷۶ با شمارهٔ ثبت ۱۹۰۰ به‌عنوان یکی از آثار ملی ایران به ثبت رسیده است.

## تابوت فلزی
در سال ۱۳۶۸ خورشیدی به صورت اتفاقی یک تابوت مفرغی در محوطۀ سراب قره‌دانۀ کوزران کشف شد. در بررسی‌هایی که در آزمایشگاه میراث فرهنگی بر روی این تابوت صورت گرفت، تاریخ آن مربوط به قرون هفتم و هشتم پیش از میلاد (حدود ۲۷۰۰ سال پیش) اعلام شد. این تابوت مفرغی که از قدیمی‌ترین نمونه‌های تابوت‌های فلزی دنیای باستان محسوب می‌شود،‌ تا دی ماه سال ۱۳۹۹ به ثبت میراث فرهنگی نرسیده‌بود. در ۲۰ دی ۱۳۹۹ مدیرکل میراث فرهنگی، صنایع دستی و گردشگری استان کرمانشاه از ثبت این تابوت در فهرست آثار ملی خبر داد.